# Coca de les viudes
La coca de les viudes és una coca de massa de full, porta cabell d'àngel i trossets d'ametlla marcona sencera per sobre i sucre bolado. És de característica prima i allargada. Típica de Sant Sadurní d'Anoia.